# Mark 21 (bomba nuclear)

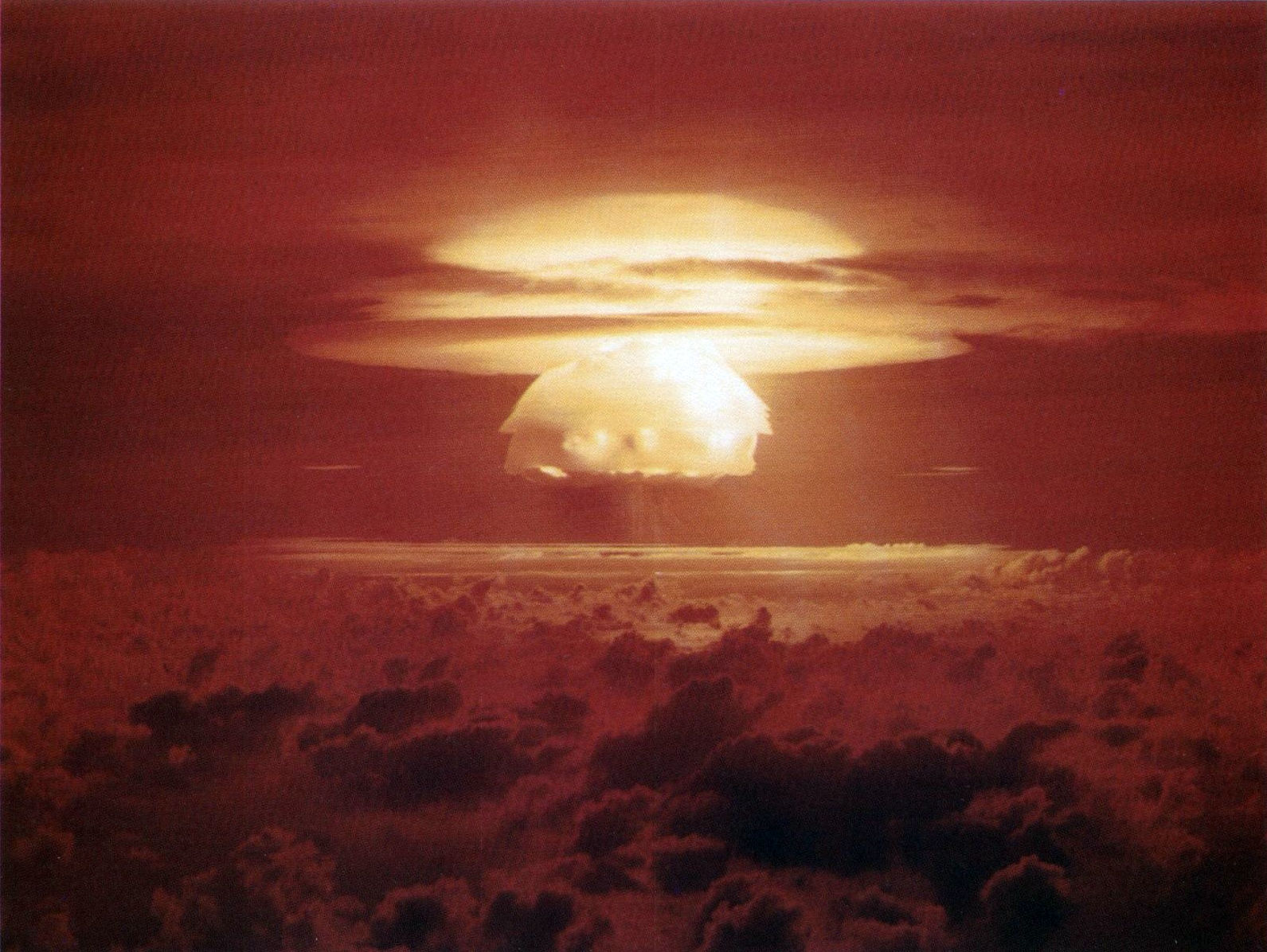
Castle Bravo, detonação da TX-21, versão experimental do Mark 21

Mark 21 foi uma bomba termonuclear de gravidade dos Estados Unidos.

## Historia

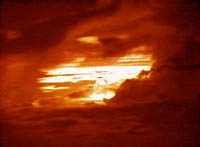
Navajo, teste de 4,5 megatons do Mark 21 com potência limitada

Foi produzido pela primeira vez a partir de 1955 a partir da experiencia adquirida pela Operação Castelo.
O Mark 21 se baseou no Tx-21 também conhecido como camarão, que foi o primeiro teste da Operação Castelo, denominado Castle Bravo (imagem direita), por um erro teórico teve um rendimento muito além das expectativas.
O objetivo do Mark 21 foi reduzir o tamanho, peso e custos das armas termonucleares de primeira geração (Mark 14, Mark 17 e Mark 24).
O Mark 21 foi testado outra vez durante a Operação Redwing, o teste com rendimento limitado a 4,5 megatons, foi denominado Navajo (imagem esquerda).